# Rouge sirius
Le rouge Sirius est un colorant acide hydrophile qui teinte en rouge les fibres de collagène, en microscopie optique. 

## Principe
Le principe est basé sur la liaison forte entre les groupements acides sulfoniques du colorant et les groupements basiques des différents types de fibres de collagène :
- Les fibres de collagène de type I très abondantes dans l’organisme
- Les fibres de collagène de type III constitutives des fibres de réticuline

En se fixant le long des fibres de collagène, les molécules de rouge Sirius vont également augmenter la biréfringence de ces fibres. Sous lumière polarisée, les fibres de collagènes les plus épaisses vont apparaître jaune / orange alors que les fibres les plus fines (incluant les fibres de réticuline) seront vertes. L’acide picrique, colorant jaune anionique faiblement hydrophobe, facilite la coloration (= mordant).

## Applications
C’est la coloration la plus utilisée en recherche ou en diagnostic de routine pour évaluer le niveau de déstructuration d’un tissu observée par exemple dans le cas d’une fibrose, qui est souvent liée à une inflammation mais parfois aussi à des pathologies vasculaires, métaboliques ou tumorales.

## Organes ou tissus concernés
Cette coloration peut être réalisée sur tous les types d’organe ou de tissu. Elle est très souvent employée pour colorer des coupes de cœur, de reins, de foie ou de poumons.